# 波缘大参
波缘大参（学名：Macropanax undulatus）为五加科大参属的植物。分布在柬埔寨、越南、不丹、老挝、锡金、印度以及中国大陆的云南等地，生长于海拔1,300米至1,800米的地区，一般生长在森林中，目前尚未由人工引种栽培。

## 别名
光缘大葠（中国树木分类学）、优美大参（中国种子植物分类学）

## 异名
- Macropanax undulatus (Wall.) Seem. var. simplex H. L. Li